# Lindleya mespiloides
Lindleya mespiloides är en rosväxt-art.
Lindleya mespiloides ingår i släktet Lindleya och familjen rosväxter.
Inga underarter finns listade i Catalogue of Life.
Auktor är Carl Sigismund Kunth.

## Bilder

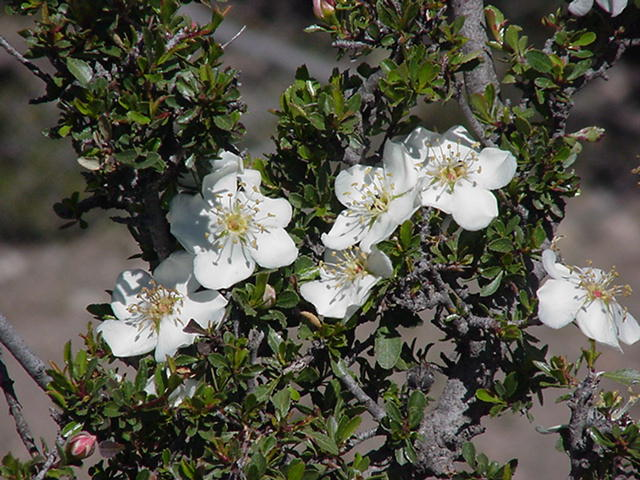
Lindleya mespiloides Kunth